# Goliathberg
De Goliathberg is de meest noordelijk gelegen heuvel (358 m) in het zuidwestelijk deel van het Surinaamse district Para binnen het ressort Bigi Poika. Op de zuidelijke helling van de Goliathberg vind goudwinning plaats.
De Goliathkreek, een bovenloop van de Coesewijne, ontspringt op de geïsoleerd liggende Goliathberg en stroomt via een duiker onder de weg naar de Avanaverovallen door. De kreek loopt door een belangrijk bosbouwproject van bosverjonging en pinusaanplant.